# Samantha Quek

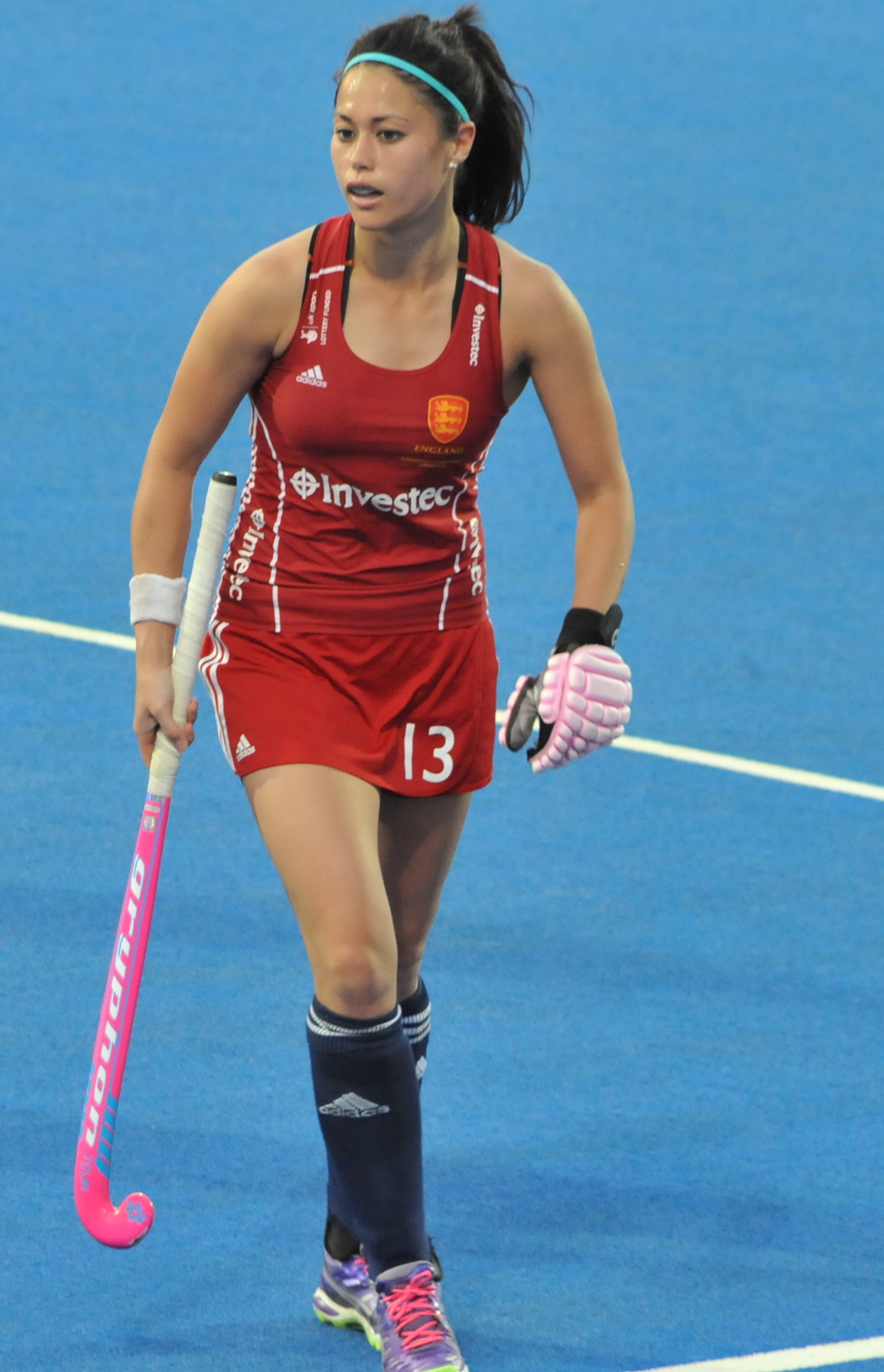
Samantha Quek bei der Europameisterschaft 2015

Samantha Ann „Sam“ Quek, MBE (* 18. Oktober 1988 in Liverpool) ist eine ehemalige britische Hockeyspielerin. Sie war Olympiasiegerin bei den Olympischen Spielen 2016 und Europameisterin 2015.

## Aktive Karriere
Die 1,69 m große Samatha Quek debütierte 2011 in der englischen Nationalmannschaft. 2013 bestritt die Verteidigerin bei der Europameisterschaft in Boom ihr erstes großes Turnier. Die Engländerinnen belegten in der Vorrunde den zweiten Platz hinter der deutschen Mannschaft. Nachdem die Engländerinnen im Halbfinale die Niederländerinnen im Penaltyschießen bezwungen hatten, trafen sie im Finale wieder auf die Deutschen und unterlagen im Penaltyschießen. Bei der Weltmeisterschaft 2014 in Den Haag belegten die Engländerinnen in ihrer Vorrundengruppe den letzten Platz und klassierten sich als Elfte von zwölf Mannschaften. Anderthalb Monate später fanden in Glasgow die Commonwealth Games 2014 statt. Die Engländerinnen belegten in ihrer Vorrundengruppe den zweiten Platz hinter den australischen Damen. Nach einem Halbfinalsieg über die Neuseeländerinnen trafen die Engländerinnen im Finale wieder auf die australische Mannschaft und unterlagen im Shootout. 2015 war London Austragungsort der Europameisterschaft. Die Engländerinnen gewannen ihre Vorrundengruppe vor den Deutschen und bezwangen im Halbfinale die spanische Mannschaft. Das Finale wurde im Shootout entschieden und die Engländerinnen gewannen gegen die Niederländerinnen.
Samantha Quek hatte bereits 2014 ihr erstes Länderspiel in der britischen Nationalmannschaft bestritten. Nach der Europameisterschaft 2015 trat sie bis zu den Olympischen Spielen 2016 in Rio de Janeiro nur in der britischen Mannschaft an. Beim Turnier in Rio de Janeiro gewannen die Niederländerinnen und die Britinnen jeweils ihre Vorrundengruppe. Die Britinnen erreichten das Finale mit Siegen über Spanien und Neuseeland. Die Entscheidung im Finale gegen die Niederländerinnen fiel einmal mehr im Shootout, die Britinnen gewannen die Goldmedaille.

## Medien-Karriere
Ende 2016 wirkte Samantha Quek in der Sendung I’m a Celebrity … Get Me Out of Here! mit. In der Folge trat sie mehrfach in verschiedenen Fernsehshows auf. So präsentierte sie zunächst vornehmlich Shows im Bereich Sport und wurde ab 2021 Team-Kapitän bei der BBC-Abendshow Question of Sport. Ab 2022 übernahm sie auch die Moderation der BBC-Morgenshow Morning Live.

## Privat
Quek ist verheiratet und hat zwei Kinder.